# Aconitum racemulosum
Aconitum racemulosum är en ranunkelväxtart som beskrevs av Adrien René Franchet. Aconitum racemulosum ingår i släktet stormhattar, och familjen ranunkelväxter.

## Underarter
Arten delas in i följande underarter:
- A. r. austrokoreense
- A. r. grandibracteolatum